# Golf van Genua
De Golf van Genua (Italiaans: Golfo di Genova) is een baai in het noorden van de Ligurische Zee. De Golf van Genua is 125 km lang en strekt zich uit tussen de Italiaanse steden Imperia in het westen en La Spezia in het oosten. De denkbeeldige lijn die de golf begrenst loopt van Capo Mele aan de westkant tot het eiland Palmaria aan de oostkant.
De belangrijkste haven in de Golf van Genua is zijn naamgever: Genua. Andere plaatsen aan de golf zijn Albenga, Rapallo, Savona en de Cinque Terre.
Wanneer er een depressie ontstaat in de Golf van Genua, een zogenaamde Genuadepressie, kan deze aanleiding geven tot mistral.